# Westport, Irland
Westport (iriska: Cathair na Mart) är en ort i republiken Irland. Den ligger i grevskapet Maigh Eo och provinsen Connacht, i den nordvästra delen av landet, vid slutet av en vik. Westport ligger 19 meter över havet och antalet invånare är 6 200.
Terrängen runt Westport är platt åt nordost, men åt sydväst är den kuperad. Trakten runt Westport består i huvudsak av jordbruksmark.